# Tổ chức xã hội
Tổ chức xã hội là khái niệm thường dùng trong xã hội học, và có thể được hiểu theo nghĩa hẹp hoặc rộng. Theo nghĩa rộng, tổ chức xã hội để chỉ bất kể tổ chức nào trong xã hội. Theo nghĩa hẹp, thì tổ chức xã hội chính là một tiểu hệ thống xã hội trong một tổ chức xã hội nào đó.

## Nhóm xã hội

### Khái niệm Nhóm xã hội
Nhóm xã hội là một đối tượng nghiên cứu quan trọng của nhiều lĩnh vực khoa học như xã hội học, triết học, tâm lý học, v.v... Bởi vì các mối quan hệ giữa các cá nhân trong thực tế chính là quan hệ giữa các nhóm xã hội. Trong nhiều lĩnh vực khoa học xã hội, thuật ngữ nhóm được dùng với cả hai nghĩa - Nhóm quy ước và Nhóm thực. 
- Nhóm quy ước là những nhóm không tồn tại trong thực tế mà chỉ do mọi người lập ra theo những dấu hiệu nhất định để nghiên cứu, xem xét nó. Ví dụ, việc nghiên cứu xã hội học, các nhà lý thuyết phân chia các đối tượng khảo sát thành các nhóm một cách có chủ định theo tuổi, trình độ học vấn, thu nhập,... để xem xét những vấn đề mà họ quan tâm được thể hiện như thế nào trong các nhóm đó. Hình thức "nhóm quy ước" thường được sử dụng trong thống kê.
- Nhóm thực là một tập hợp người tồn tại trong thực tế, nơi mà mọi người tập hợp cùng nhau, liên kết với nhau bằng một cái gì chung nào đó: giá trị, mục đích.

Xã hội tác động tới các cá nhân thông qua nhóm. Vì vậy, cần phải xem xét những ảnh hưởng của nhóm với tư cách là người trung gian giữa cá nhân và xã hội. Cần phải xem xét nhóm như là một tập hợp, một tiểu hệ thống của xã hội trong một bối cảnh xã hội rộng lớn. Hoạt động xã hội, dạng cụ thể và những hình thức của nó là yếu tố liên kết cơ bản và là dấu hiệu chính của nhóm xã hội. Sự tham dự chung của các thành viên của nhóm vào trong một hoạt động chung phụ thuộc vào cơ cấu tổ chức của nhóm. Ngược lại, cơ cấu xã hội, tiểu văn hóa của nhóm cũng ảnh hưởng tới hoạt động của các thành viên.

### Đặc trưng cơ bản của nhóm
Những thông số cơ bản nhất của nhóm là thành phần, cấu trúc, các quá trình của nhóm, chuẩn mực và giá trị nhóm. Mỗi một thông số có thể có những ý nghĩa rất khác nhau phụ thuộc vào phương pháp tiếp cận nào đó được dùng trong nghiên cứu. Thành phần của nhóm có thể được miêu tả theo những chỉ báo hết sức khác nhau như giới, nghề nghiệp, tuổi đời. Tất nhiên không thể có một phương thức thống nhất để miêu tả thành phần nhóm. Trong mỗi trường hợp cụ thể cần phải bắt đầu từ chỗ nhóm thực tế nào đó được lựa chọn như là khách thể nghiên cứu: lớp học trung học, đội bóng, đội xây lắp máy,... Nói cách khác lập tức ta đưa ra một tập hợp nào đó các đặc trưng của nhóm phụ thuộc vào dạng hoạt động mà nhóm này gắn vào.
Nhóm là chủ thể của hoạt động và nhận thức, nên việc phân tích cấu trúc hoạt động của nhóm rất quan trọng. Vì thế, về cấu trúc nhóm, có thể nêu một số biểu hiện như cấu trúc giao tiếp, cấu trúc lựa chọn, cấu trúc quyền lực.

### Phân loại nhóm
Căn cứ
Việc phân loại nhóm có nhiều ý kiến khác nhau, nhìn chung mỗi đặc trưng của nhóm đều có thể là tiêu chí để phân loại nhóm. Tuy nhiên, sự phân tán các tiêu chí phân loại gây khó khăn cho việc nghiên cứu nhóm. Do vậy, các nhà lý thuyết dùng một tổ hợp để phân loại nhóm như sau:
- Mức độ phát triển của văn hóa;
- Dạng cấu trúc;
- Nhiệm vụ và chức năng;
- Dạng tư tưởng chủ đạo;
- Thời gian tồn tại của nhóm;
- Nguyên tắc gia nhập;
- Hình thức hoạt động của nhóm.

Phân loại
Căn cứ vào những tiêu chí phân loại này, có thể đưa ra một số loại nhóm như sau:
- Nhóm quy ước - nhóm thực;
- Nhóm thí nghiệm - nhóm tự nhiên;
- Nhóm nhỏ - nhóm lớn;
- Nhóm lớn có tổ chức - nhóm lớn không có tổ chức;
- Nhóm đang hình thành - tập thể;
- Nhóm sơ cấp - thứ cấp.

### Khái niệm Tổ chức xã hội
Khái niệm tổ chức xã hội được dùng với nhiều nghĩa khác nhau trong các ngành khoa học khác nhau và trong tư duy đời thường. Tổ chức xã hội có thể được hiểu hoặc là một thành tố của cơ cấu xã hội, hoặc là một dạng hoạt động, hay là mức độ trật tự nội tại, sự hài hòa giữa các thành phần của một chỉnh thể. Khái niệm tổ chức xã hội được xem như là một thành tố của cơ cấu xã hội; với ý nghĩa này, tổ chức xã hội chính là một hệ thống các quan hệ, tập hợp liên kết cá nhân nào đó để đạt được một mục đích nhất định. Như vậy, định nghĩa này nhấn mạnh đến hệ thống các quan hệ liên kết cá nhân chứ không phải chính tập hợp cá nhân trong các tổ chức và các quan hệ ở đây là các quan hệ xã hội. Nếu như giữa tập hợp các cá nhân không có những quan hệ xã hội thì họ chưa thể được coi là thành viên của một tổ chức xã hội nào đó. Những quan hệ này sẽ liên kết các cá nhân vào một nhóm để họ cùng thực hiện một hoạt động chung nào đó nhằm đạt được những lợi ích nhất định.
Tóm lại, có thể hiểu tổ chức xã hội là một dạng nhóm thứ cấp khá phổ biến, nhưng không phải mọi nhóm thứ cấp đều là tổ chức xã hội. Các nhà nghiên cứu xã hội học đã chỉ ra các dấu hiệu cơ bản nhất của tổ chức xã hội như sau:
1. Nhóm xã hội được lập ra có chủ định và các thành viên của nhóm đó ý thức được rằng nhóm của họ tồn tại để đạt được mục đích nhất định nào đó. Ví dụ, trường học được chính quyền lập ra phục vụ cho những lợi ích xã hội và những người làm việc ở trường học cũng ý thức được mục đích tồn tại của nó.
2. Nhóm xã hội được xem là tổ chức xã hội phải có sự thể hiện cụ thể các quan hệ quyền lực xã hội, tức là có quan hệ lãnh đạo - phục tùng, có những cá nhân có khả năng điều chỉnh hành vi, thái độ của người khác thuộc nấc thang quyền lực thấp hơn. Nói cách khác, trong các nhóm này có người nhiều quyền lực và những người ít quyền lực hơn. Họ được phân bố trong mạng lưới các quan hệ quyền lực theo thứ bậc trên - dưới, cao - thấp.
3. Cùng với hệ thống các quan hệ quyền lực, tổ chức xã hội là một tập hợp các vị thế và vai trò. Mỗi một thành viên của tổ chức xã hội có vị thế xác định trong nhóm. Họ đã là thành viên của tổ chức thì bao giờ họ cũng được trao những trách nhiệm và quyền hạn nhất định, dù họ là những người đứng thấp nhất trong thang bậc quyền lực của tổ chức. Để thực hiện tốt các trách nhiệm và vị thế của từng thành viên, tổ chức xã hội cũng đặt ra cho những thành viên này một tập hợp hành vi được phép làm và những hành vi không được làm.
4. Vai trò của các thành viên tổ chức xã hội được thực hiện theo sự mong đợi của tổ chức. Nhưng nếu mọi người tự phát thực hiện các vai trò này thì có thể dẫn đến sự rối loạn hoạt động. Chính vì lẽ đó, trong mọi tổ chức luôn có những quy tắc điều chỉnh mối quan hệ giữa các vai trò. Những quy tắc này sẽ phối hợp việc thực hiện vai trò của các thành viên khiến cho tổ chức hoạt động được nhịp nhàng, ổn đinh.
5. Phần lớn các mục đích và các mối quan hệ của tổ chức được chính thức và công khai. Không chỉ lãnh đạo của tổ chức mà các thành viên, thậm chí cả người ngoài tổ chức đều có thể biết đến mục đích của phần nhiều các hoạt động của tổ chức. Các tương tác giữa các thành viên và các thành viên của tổ chức với bên ngoài phần nhiều dựa trên vị thế và vai trò của họ được thừa nhận một cách chính thức.[1]

### Phân loại Tổ chức xã hội

#### Nhóm uy quyền (Charismatic groups)
Theo như cách phân loại về các nhóm xã hội, cho thấy rằng hầu như tất cả chúng đều rơi vào một trong hai dạng là nhóm sơ cấp hay nhóm thứ cấp. Thực tế, có một số nhóm có những đặc điểm của một tổ chức xã hội, và những đặc điểm cơ cấu của một nhóm sơ cấp - Đó chính là nhóm uy quyền. Các loại nhóm này do một thủ lĩnh đầy uy quyền lãnh đạo và dẫn dắt. Thủ lĩnh có một khả năng thu hút, lôi cuốn quần chúng một cách đặc biệt (charisma). Người thủ lĩnh đó được coi là có những năng lực vượt trội hoặc ít ra là khác thường. Các thành viên trong nhóm tôn sùng thủ lĩnh và sẵn sàng hiến dâng phần lớn sức lực của mình cho thủ lĩnh. Thí dụ: Chúa Giê Su và các môn đồ của chúa; Phật Thích Ca và các môn đồ - nhóm uy quyền đặc trưng. Nhóm uy quyền gần giống với hiện tượng chính trị phổ biến ở nhiều nước trên thế giới - sùng bái cá nhân. Tuy nhiên, nhóm này không hoàn toàn trùng lập, bởi vì một cá nhân nào đó có thể được sùng bái tột đỉnh nhưng cá nhân đó vẫn không được coi là năng lực siêu nhân, hoặc những người không đồng tình, không tán thành với thủ lĩnh này có thể hợp thành một nhóm đối lập với số lượng đáng kể. Đặc điểm quan trọng của nhóm uy quyền là nhóm này dễ bị biến đổi và phụ thuộc nhiều vào thủ lĩnh của nhóm. Thông thường, thủ lĩnh của nhóm thường tự giải quyết các vấn đề mà không cần tham khảo ý kiến của các thành viên trong nhóm. Vị thế và vai trò của các thành viên trong nhóm không được xác lập theo những quy tắc khách quan, mà theo mối quan hệ với thủ lĩnh. Sự ràng buộc giữa thủ lĩnh với các thành viên của nhóm chủ yếu là sự ràng buộc cá nhân chứ không tuân theo quy tắc hay theo luật pháp chính thức như các tổ chức xã hội thông thường. Do vậy, những ràng buộc này kém bền vững, đặc biệt nó càng kém bền vững xét từ góc độ của thủ lĩnh.
Nhóm uy quyền hoạt động được thường là dựa vào sự đóng góp của các thành viên dưới danh nghĩa bổn phận. Tuy nhiên, nhóm cũng có thể có những nguồn thu nhập từ việc sản xuất kinh doanh. Dần dần, trong nhóm uy quyền sẽ mở ra những chức vụ, thứ loại, quyền lực dưới thủ lĩnh. Từ đó, các dạng nhóm uy quyền sẽ chuyển thành các nhóm có tính tổ chức cao - Tổ chức xã hội. Về bản chất nhóm uy quyền là một dạng tổ chức sơ khai với những đặc điểm cấu trúc lỏng lẻo và kém bền vững. Nhưng trong quá trình phát triển, các nhóm uy quyền sẽ chuyển thành các dạng như tổ chức xã hội;

#### Tổ chức tự nguyện (Voluntary associations)
Tổ chức tự nguyện có những đặc điểm chính như sau:
- Vì những lợi ích và nhu cầu của các thành viên;
- Việc tham gia tổ chức là hoàn toàn tự nguyện;
- Tổ chức tự nguyện không liên quan nhiều với chính phủ.

Tổ chức tự nguyện hoạt động dựa vào những thành viên không hưởng lương, tổ chức này thiếu một cơ cấu chắc chắn hoặc một hệ thống quyền lực cưỡng bức. Do tính chất tự nguyện này, mà tổ chức tự nguyện hành động không bị ràng buộc chặt chẽ, cho nên tổ chức tự nguyện thường thu hút đông đảo thành viên. Và cũng chính vì sự đông đảo này, nên tổ chức tự nguyện thường có khả năng tạo ra những nguồn kinh phí lớn nhờ vào sự đóng góp, tài trợ. Tổ chức tự nguyện có thể phát triển thành những tổ chức phức tạp được gọi là bộ máy quan liêu. Thực tế cho thấy rằng, tổ chức tự nguyện (Hiệp hội những người chăn nuôi, Hội đồng hương, Hội phụ huynh,...) là những tổ chức không thể thiếu trong đời sống xã hội. Nó đáp ứng được một phần nhu cầu tổ chức hoạt động đời sống của các thành viên trong xã hội, đồng thời vẫn tôn trọng tự do cá nhân của các thành viên trong tổ chức.

#### Tổ chức biệt lập (Total institution)
Tổ chức biệt lập là một dạng tổ chức xã hội nằm trên một cực đối lập so với các hiệp hội, tổ chức tự nguyện. Sự đối lập này thể hiện ở chỗ, các tổ chức tự nguyện được lập ra nhằm mục đích phục vụ và thúc đẩy những hoạt động và lợi ích của các thành viên, trong khi các tổ chức biệt lập được lập ra để đáp ứng phục vụ cho lợi ích của chính phủ, của tôn giáo, hay là của xã hội nói chung. Đặc trưng quan trọng nhất của tổ chức này là các thành viên của tổ chức bị cô lập, tách biệt khỏi xã hội. Phần lớn các thành viên của tổ chức biệt lập không phải là tự nguyện, thậm chí có một số trường hợp do cưỡng bức, như nhà tù thì tù nhân trở thành thành viên hoàn toàn miễn cưỡng và do luật pháp quy định. Xã hội và các tổ chức biệt lập đặt ra nhiều luật lệ, quy tắc để duy trì trật tự, đồng thời khiến các thành viên phụ thuộc lẫn nhau. Tổ chức biệt lập có cơ cấu quan hệ phân hóa trên - dưới rất chặt chẽ.
Tổ chức biệt lập được chia thành bốn loại sau
1. Tổ chức dành cho những người không thể tự chăm sóc bản thân mình;
2. Tổ chức được lập ra để giam giữ, cách ly những phần tử nguy hiểm theo quy định của luật pháp;
3. Tổ chức được lập ra để thực hiện nhiệm vụ đặc biệt;
4. Tổ chức được lập ra để thu hút những người thích tự mình rút lui khỏi đời sống xã hội.

#### Tổ chức quan liêu
Tổ chức quan liêu là tổ chức mà hoạt động của nó được phân chia thành các vai trò, các vai trò này được xác định bởi những quy tắc, thủ tục và được sắp xếp vào một thứ bậc quyền lực. Các tổ chức tự nguyện và tổ chức biệt lập là hai dạng nằm trên cực hai đối lập nhau của tổ chức xã hội. Hai dạng này chỉ đại diện cho một bộ phận nhỏ các tổ chức. Trong xã hội hiện đại, tổ chức quan liêu có một ý nghĩa đặc biệt quan trọng.